# Ипомея водяная
Ипоме́я водяна́я (лат. Ipomoea aquatica), также Батат водяной, Батат ползучий, Водяно́й шпина́т, — вид цветковых растений рода Ипомея (Ipomoea) семейства Вьюнковые (Convolvulaceae). Активно выращивается в Юго-Восточной Азии как листовой овощ.

## Этимология
Научное название рода «ипомея» образовано от греческих слов ips, означающего «червь», и homoios — «похожий». Согласно наиболее распространённой версии, оно дано по виду ползучей корневой системы у многих представителей этого рода, по альтернативной — за вьющийся «червеобразный» характер побегов многих видов ипомеи. Иногда растение упоминается под устаревшими ботаническими названиями, вошедшими в синонимику рода: фарбитис (Pharbitis), квамоклит (Quamoclit), луноцвет или калониктион (Calonyction) и некоторыми другими.
Садоводы иногда называют представителей рода обиходным названием вьюнок, хотя Вьюнок (Convolvulus) — другой род внутри семейства Вьюнковые (Convolvulaceae) с похожим обликом, или граммофончики, за сходство венчика цветков ипомеи с рупором граммофона.  В англоязычных источниках некоторые виды, в первую очередь Ipomoea violacea, обиходно называют англ. morning glory, что в русскоязычных материалах зачастую переводится как «утреннее сияние».

## Ботаническое описание

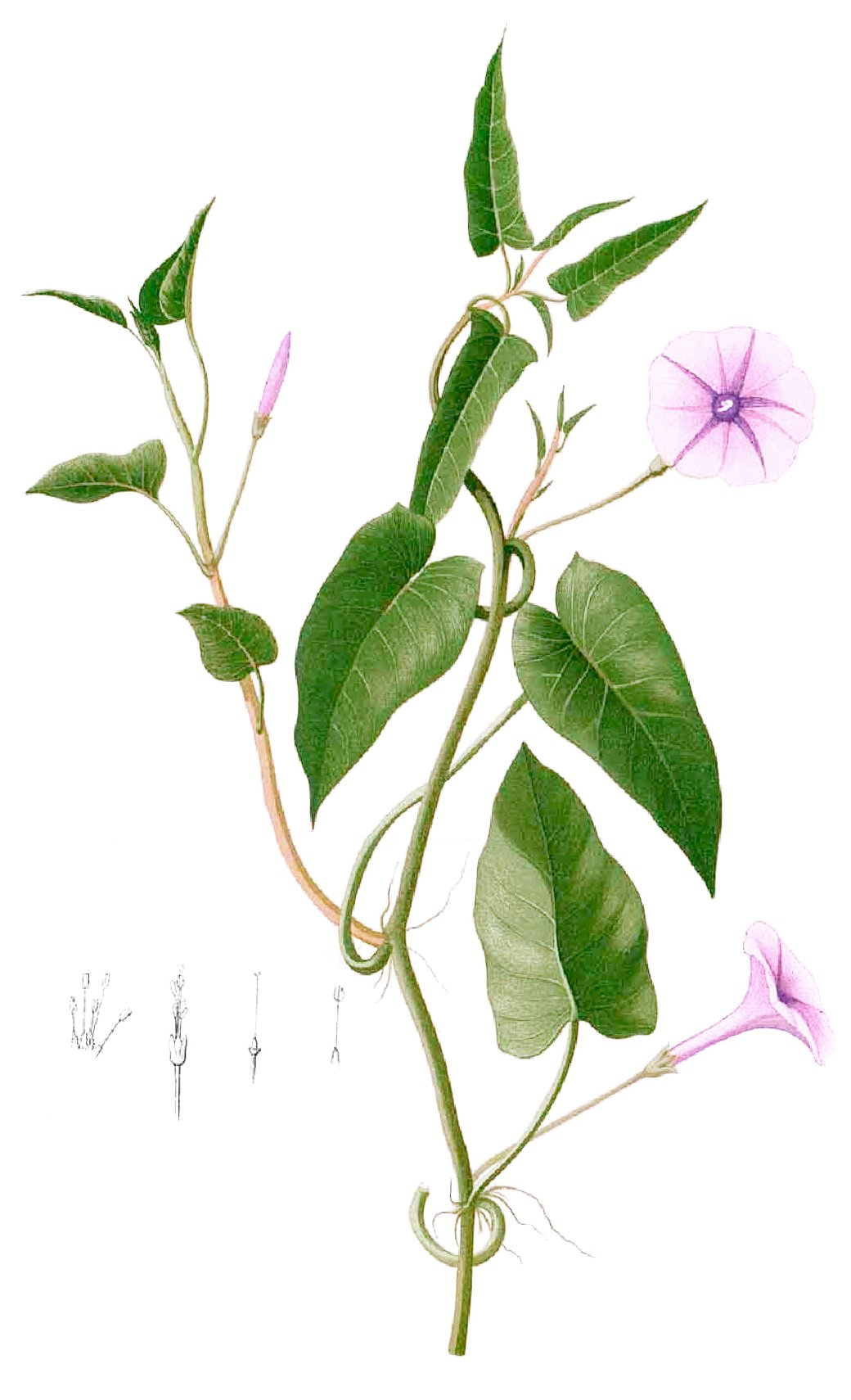
Ипомея водяная (Ipomoea aquatica).

### Вегетативные органы
Однолетнее или многолетнее травянистое растение. Стебель гладкий, округлый в сечении, толстый и полый, в узлах образуются придаточные корни.
Листовые черешки 3—14 см длиной, также неопушённые. Листовая пластинка имеет различную форму, она может быть овальной, овально-ланцетной, продолговатой или ланцетной, её длина варьирует от 3,5 до 17 см, а ширина — от 0,9 до 8,5 см. Она лишь изредка бывает густо опушённой, обычно она гладкая. Основание листа может быть сердцевидным, стреловидным, копьевидным или иметь иную форму. Конец листовой пластинки заострённый. Край листа цельный или волнистый.

### Соцветия и цветки
Соцветия содержат 1—3 (редко 5) цветков и сидят на черешках 1,5—9 см длиной, опушённых у основания. Прицветники чешуевидные, 1,5—2 мм длиной. Цветоножки 1,5—5 см длиной.
Чашелистиков 5, они не опушены и имеют приблизительно одинаковую форму. Два внешних чашелистика тонкие, овально-удлинённые и имеют длину 7—8 мм, острые концы и белый край. Три внутренних чашелистика, как правило, имеют длину до 8 мм, от овальной до эллиптической формы.
Воронковидный неопушённый венчик имеет ширину 3,5—5 см и может быть белого, розового или пурпурного цвета с более тёмным центром.
Тычинки опушённые, не выходят за пределы венчика и имеют различную форму. Рыльце также не выходит из венчика, завязь лишена опушения и имеет коническую форму.

### Плоды и семена
Плод — деревянистая коробочка диаметром около 1 см. Каждый отсек коробочки содержит только 1 или 2 семени.
Каждое семя покрыто густым сероватым опушением и лишь изредка бывает неопушённым. Семена продолговатые, достигают 6 мм в длину и 4 мм в ширину.

### Генетика
Число хромосом: 2n = 30.

## Особенности химического состава
Растение содержит 90 % воды, сухая масса содержит 48 % углеводов, 24 % белков и 13 % золы. 
Ипомея водяная богата различными метаболитами, включая флавоноиды, алкалоиды, редуцирующие сахара, аминокислоты, растворимые углеводы, стероиды, фенолы, гликозиды, β-каротин, сапонины и танины. Среди выделенных соединений — кверцетин, лютеолин и изохлорогеновая кислота.

## Распространение и местообитание
Ипомея водная родом из тропиков Азии. Это полуводное растение, произрастающее на высотах от 0 до 1500 м над уровнем моря во влажных местах вдоль ручьёв, прудов, рек, а также на рисовых полях, захоронениях отходов и в саваннах.

## Сорта
Известны следующие сорта ипомеи водяной:
- 'Big Green Stem'
- 'Big White Stem'
- 'Big Yellow Stem'
- 'Thin shell'
- 'Sword-leaved Hollow Vegetable'
- 'Iron-wire Stem'
- 'Slender Hollow Stem'

Активно используются только 5 первых сортов, приносящих большой доход и имеющих хрустящие стебли и яркие цвета. Два последних приносят лишь небольшой доход и имеют короткие и жилистые стебли.

## Хозяйственное значение и применение

### В кулинарии

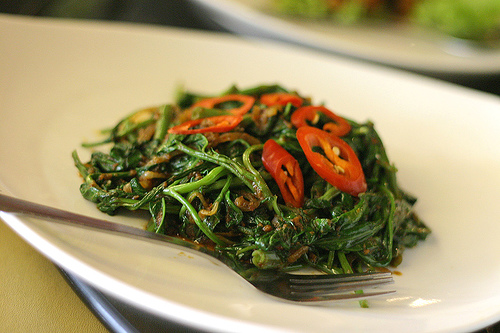
Kangkung Belacan, блюдо из водяного шпината, приготовляемое в Индонезии, Сингапуре и Малайзии

Водяной шпинат выращивается практически во всей Юго-Восточной Азии, где с одного гектара получают от 75 до 112,5 т. После первого сбора растение продолжает расти и ветвиться, так что их можно использовать от трёх до восьми месяцев, осуществляя сбор молодых побегов каждые две-три недели. По вкусу они напоминают шпинат.
В Китае водяной шпинат является одним из наиболее популярных летних овощей, а в Африке он считается овощем, идущим в пищу лишь в пору нужды. Особенно в Китае, кроме того, водяной шпинат является основным кормом для свиней.

### В медицине

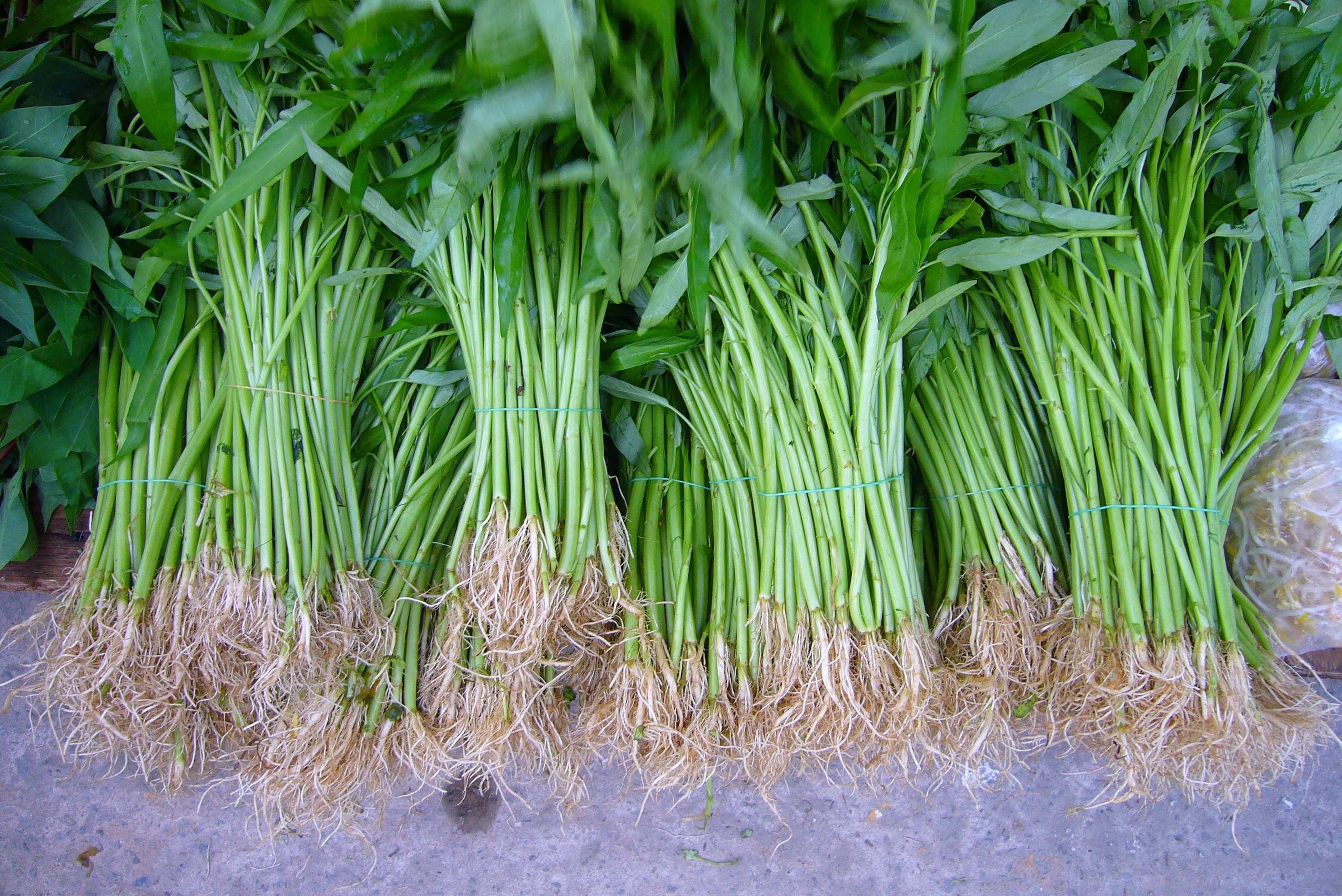
Водяной шпинат на воскресном рынке на острове Борнео, Малайзия

Традиционно ипомея водяная используется для лечения гипертонии, диабета, лихорадки, лейкодермы и проказы, а также в качестве рвотного, мочегонного, слабительного, противоглистного и жаропонижающего средства.
Ряд фармакологических исследований показал потенциал этого растения как антиоксидантного, противодиабетического, антибактериального, антипролиферативного, антигиперлипидемического, анксиолитического и гепатопротекторного агента.
Исследования над беременными крысами, больными сахарным диабетом, показали эффект понижения уровня сахара в крови от водяного шпината, который препятствует всасыванию глюкозы в кишечнике. Это очень важно для лечения сахарного диабета беременных и предотвращения побочных эффектов у мам и малышей.

## Выращивание

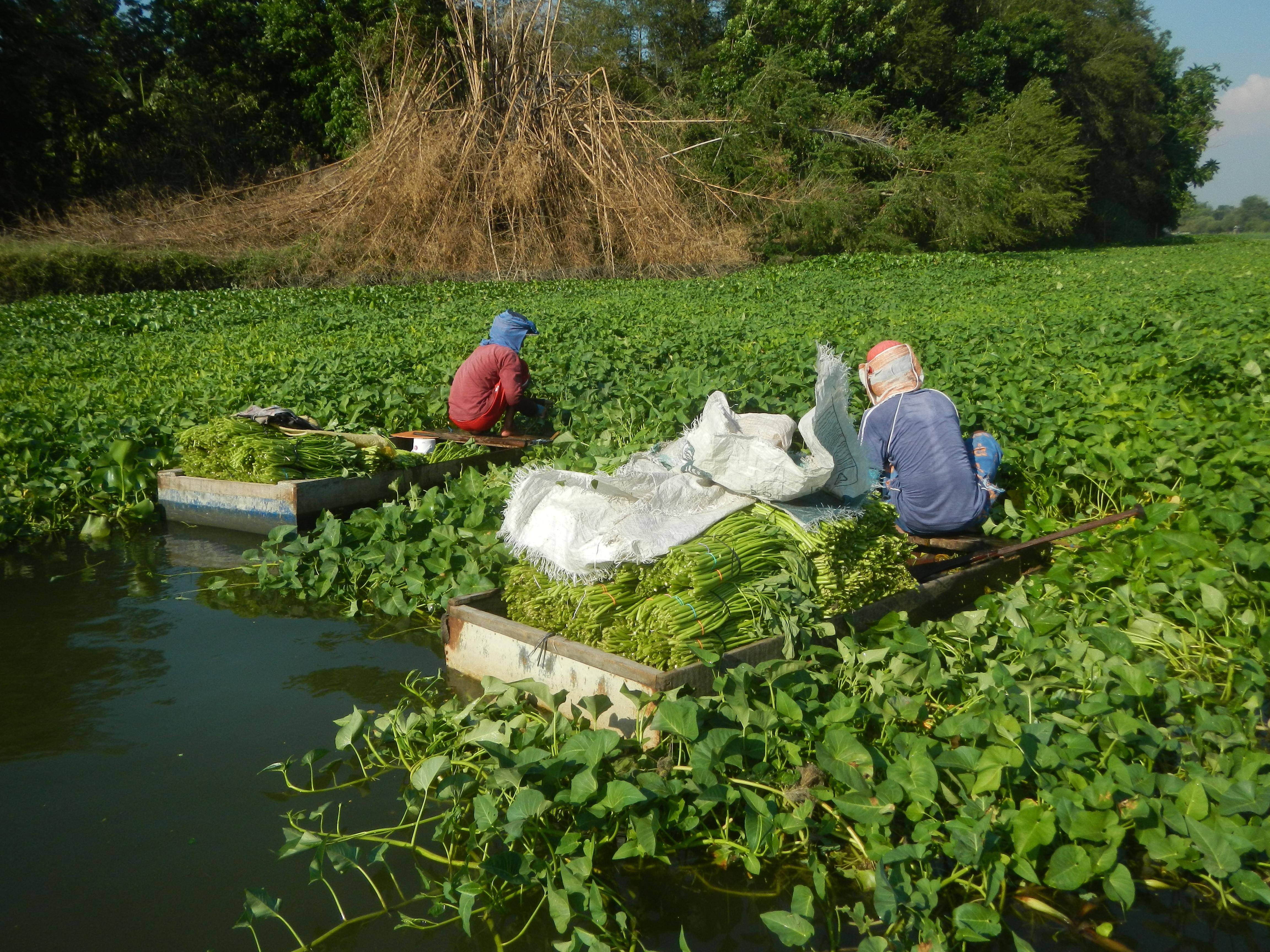
Дикую I. aquatica собирают с плотов на реке Ангат, Филиппины.

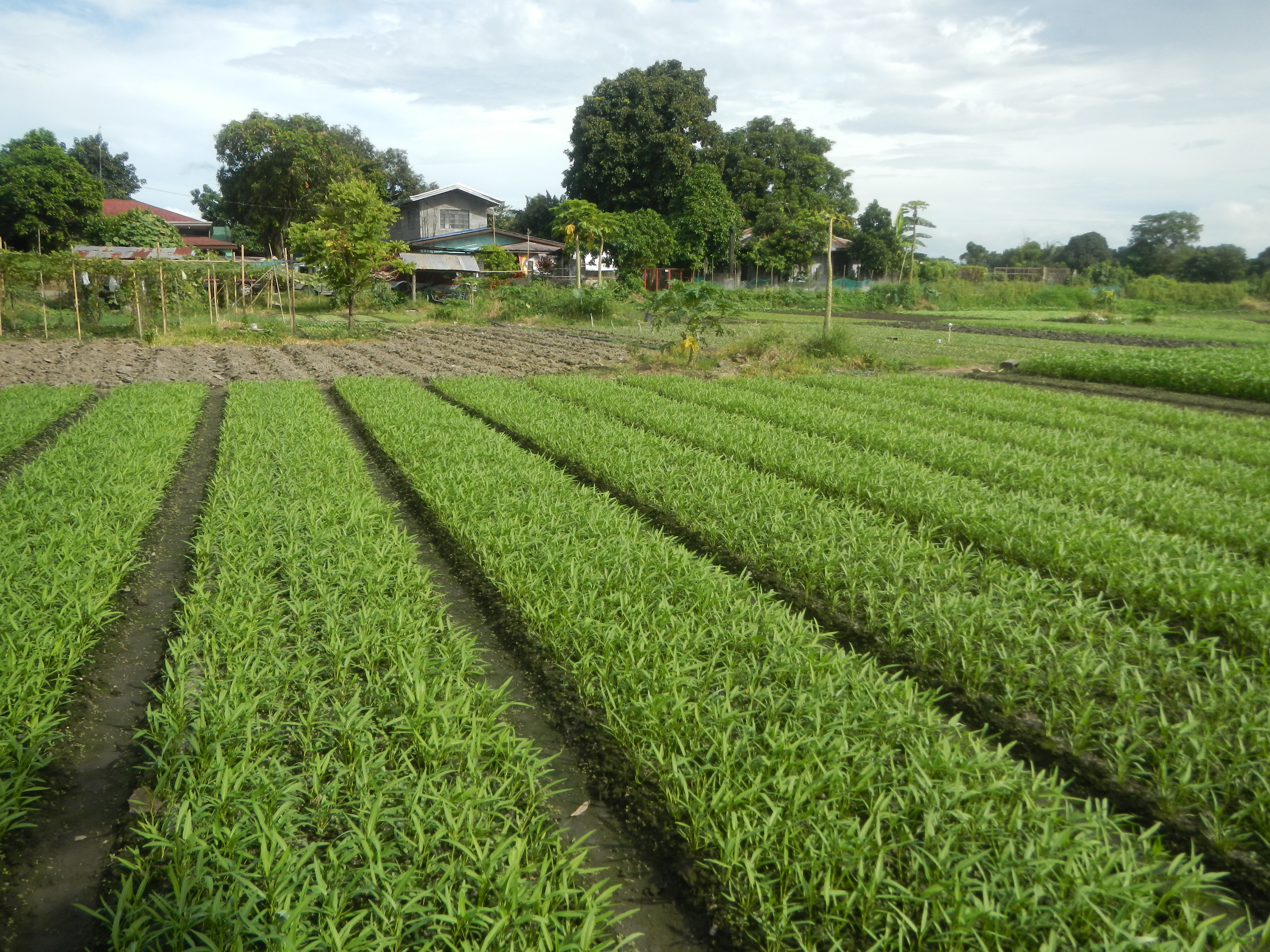
Плантации I. aquatica в Булакане, Филиппины.

Ипомея водная чаще всего выращивается в Восточной, Южной и Юго-Восточной Азии. Она естественным образом растет в водных путях и практически не требует ухода. Она широко используется в индонезийской, бирманской, тайской, лаосской, камбоджийской, малайской, вьетнамской, филиппинской и китайской кухне, особенно в сельской местности или кампонге (деревне). Овощ также чрезвычайно популярен на Тайване, где он хорошо растет. Во время японской оккупации Сингапура во время Второй мировой войны этот овощ удивительно легко рос во многих районах и стал популярной культурой во время войны.
Водяной шпинат выращивается в следующих странах: Австралия, Бангладеш, Бирма, Вьетнам, Индия, Индонезия, Камбоджа, Китай, Фиджи, Малайзия, Мальдивы, Непал, Новая Гвинея, Тайвань, Таиланд, Филиппины, Шри-Ланка, Япония.
В Соединенных Штатах её выращивают в Калифорнии, Флориде, Гавайях, Техасе, Аризоне и на Виргинских островах США. Она также встречается в Африке, а в диком виде собирается и используется народом шамбала в Танзании.
Водяной шпинат также потенциально пригоден для выращивания в теплицах в регионах с более умеренным климатом.

### Требования к климату и почве
Водяной шпинат идеально подходит для субтропического и тропического климата, поскольку он не растет при температуре ниже +23,9 °C и чувствителен к морозу. Высокая влажность почвы благоприятна для роста. Для водного шпината подходят глинистые почвы и болотистые почвы, богатые органикой. Идеальный диапазон pH для роста составляет от 5 до 7. Было доказано, что наличие тени положительно влияет на урожайность водяного шпината.

## Синонимика
- Ipomoea natans Dinter & Suess.
- Ipomoea repens Roth
- Ipomoea reptans Poir.
- Ipomoea sagittaefolia Hochr.
- Ipomoea subdentata Miq.[12]